# Vâlvă
În folclorul românesc, vâlvele sunt întâlnite în locuri mai restrânse și greu accesibile oamenilor de rând. Se spune că ar fi copiii care sunt concepuți la zile mari, de sărbătoare. În zonele rurale se spune că acești copii se nasc cu o tichiuță sau cu o gogoașă pe cap, roșie, acesta fiind semnul care arată că este o vâlvă și că astfel de copii s-ar naște cu probleme: urâți, pociți sau cu alte deformări la nivel fizic.
Vâlvele pot apărea în mine (Vâlva-Băilor), în natura (arbori, copaci) (Vâlva-Pădurii), pe ape (Vâlva-Apelor), pe holde (Vâlva-Bucatelor). 
Se spune despre vâlve că dacă nu le este îndepărtată căița/tichiuța de pe cap la timp aceștia vor muri la scurt timp. Pe cale chirurgicală acest lucru este posibil, dar poate avea ca efect moartea copilului.
Conform legendelor, aceasta tichiuță poate fi îndepărtată prin descântece.
Se rostesc: "Vâlva grâului, Vâlva pietrelor, Vâlva păsărilor, Vălva lupilor", până când cea care rostește descântecul desprinde tichiuța.
Când găsește Vâlva respectivă, atunci tichiuța este desprinsă, iar descântătoarea o trage, iar copilul va putea trăi ca un om normal. Chiar dacă tichiuța este înlăturată prin descântece, copilul respectiv va trăi și va crește ca un om normal, numai că acesta va fi diferit față de ceilalți. Se spune că tot Vâlvă rămâne, Vâlva deținând anumite puteri speciale, precum înclinații spre solomonie. Se spune despre solomonari că sunt Vâlve, că sunt oameni diferiți, având puteri deosebite. O Vâlvă a ploii spre exemplu va avea puteri asupra Ploii și a apei din atmosferă, a norilor și va putea fi considerat un solomonar, ultimul din urmă având abilitatea de a controla elementele din Natură (ploaia, norii, să năpustească grindina asupra terenurilor, etc.). O Vâlvă întotdeauna va fi diferită față de ceilalți oameni și aceasta va fi atrasă către lucrurile specifice Vâlvei. Dacă, va fi Vâlva a ploii, aceasta va fi atrasă către nori, ploaie, apă în general,care se va simți diferit, aproape se va transforma, atunci când va veni ploaia. Dacă o persoană este o Vâlvă a unui animal, aceasta se spune că are puterea de a se transforma în animalul respectiv, și se va simți foarte bine comunicând cu aceștia și în natură.
1. ↑  Mica Enciclopedie De Tradiții Romanești - Ion Ghinoiu p344